# Attacobius uiriri
Attacobius uiriri är en spindelart som beskrevs av Alexandre B. Bonaldo och Antonio D. Brescovit 2005. Attacobius uiriri ingår i släktet Attacobius och familjen flinkspindlar. Inga underarter finns listade.